# Maltat
Maltat ist eine französische Gemeinde mit 280 Einwohnern (Stand 1. Januar 2022) im Département Saône-et-Loire in der Region Bourgogne-Franche-Comté (vor 2016 Bourgogne). Die Gemeinde gehört zum Arrondissement Charolles und zum Kanton Digoin (bis 2015 Bourbon-Lancy). Die Einwohner werden Maltatiens genannt.

## Geografie
Maltat liegt etwa 45 Kilometer ostnordöstlich von Moulins. Umgeben wird Maltat von den Nachbargemeinden Cronat im Norden und Nordwesten, Saint-Seine im Norden, Cressy-sur-Somme im Nordosten, Grury im Osten, Mont im Süden, Bourbon-Lancy im Süden und Südwesten sowie Vitry-sur-Loire im Westen.

## Bevölkerungsentwicklung
| Jahr                      | 1962 | 1968 | 1975 | 1982 | 1990 | 1999 | 2006 | 2011 | 2016 |
| Einwohner                 | 520  | 491  | 438  | 392  | 344  | 306  | 286  | 289  | 286  |
| Quelle: Cassini und INSEE |      |      |      |      |      |      |      |      |      |

## Sehenswürdigkeiten

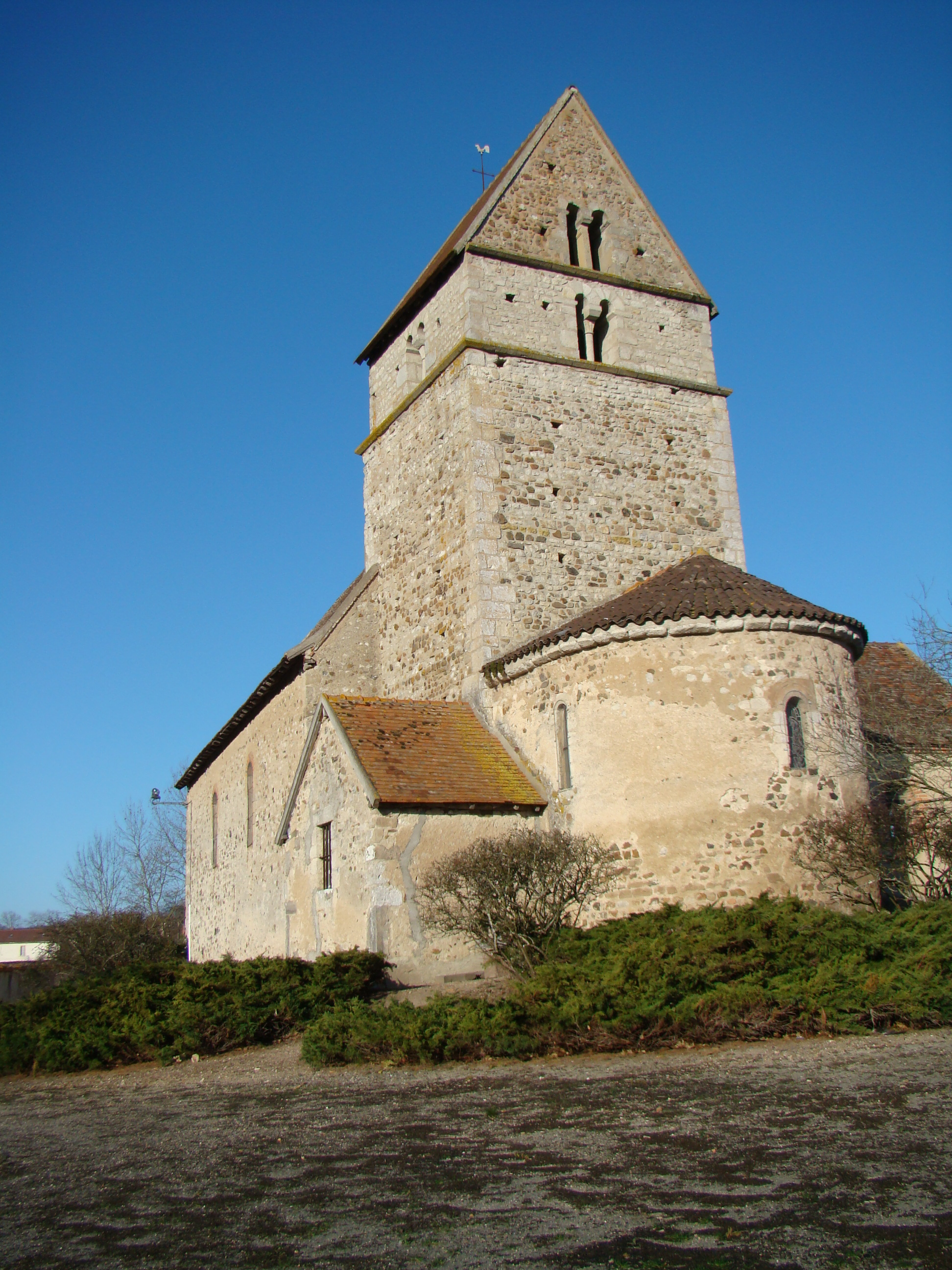
Kirche Saint-Syagre

- Kirche Saint-Syagre aus dem 11. Jahrhundert